# Революции от 1848 година
Революциите от 1848 година, или Пролетта на народите, както и Годината на революциите са поредица от обществени трусове с различен мащаб и характер, които засягат почти целия европейски континент с изключение на Англия, Русия и Османската империя.
Революциите от 1848 – 1849 г. увличат цели народи в Европа в стремежа им за промяна на съществуващите политически системи и институции от времето на Виенския конгрес с неговия Европейски концерт. Стремежът на силите, разбунили Европа по това време, е към национализъм, т.е. към обособяването на национални държави и към социално-икономически промени в интерес на т.нар. буржоазия и във вреда на роялистите и клерикалите.
Общоевропейското революционно движение се придружава от активизиране на републиканските идеи и от желание за по-големи политически права и индивидуални свободи на гражданите в синхрон с програмните документи на американската и последвалата я Велика френска революция.
Началото на събитията е положено с нова и поредна Френска революция (1848), довела след себе си до Втора република (Франция). Същата година излиза и манифест на Комунистическата партия.